# John Darnielle
John Darnielle (Bloomington, 16 marzo 1967) è uno scrittore e cantante statunitense, fondatore e frontman del gruppo folk rock The Mountain Goats.

## Biografia
Nato nel 1968 a Bloomington da un professore d'inglese e da una bibliotecaria, vive e lavora a Durham con la moglie Lalitree e i loro due figli.
Appassionato di Wrestling fin da bambino, nel 1985 si è laureato alla Claremont High School, e, dopo un periodo si dipendenza da eroina e metanfetamina, ha seguito un corso da infermiere e ha lavorato al Metropolitan State Hospital di Norwalk prima di completare gli studi nel 1995 al Pitzer College.
Nel 1991 ha fondato la band The Mountain Goats prendendo il nome dal brano Big Yellow Coat di Screamin' Jay Hawkins nel quale il cantante descrive in maniera iperbolica il suo cappotto giallo.
Nel 2008 ha pubblicato il suo primo libro: il saggio/memoir Master of reality dedicato all'omonimo album dei Black Sabbath e nel 2014 ha esordito nella narrativa con il romanzo Il lupo nel furgone bianco con il quale è entrato nella longlist del National Book Award per la narrativa e ha vinto un Premio Alex l'anno successivo.

## Opere

### Romanzi
- Il lupo nel furgone bianco (Wolf in White Van, 2014), Milano, Rizzoli, 2018 traduzione di Massimo Gardella ISBN 978-88-17-09955-4.
- Universal Harvester (2017)
- Devil House (2022)

### Saggi
- Master of reality (2008), Roma, Minimum fax, 2020 traduzione di Assunta Martinese ISBN 978-88-338-9158-3.

## Discografia
- Si rimanda alla voce The Mountain Goats

## Premi e riconoscimenti
- Premio Alex: 2015 vincitore con Il lupo nel furgone bianco